# Schoepita

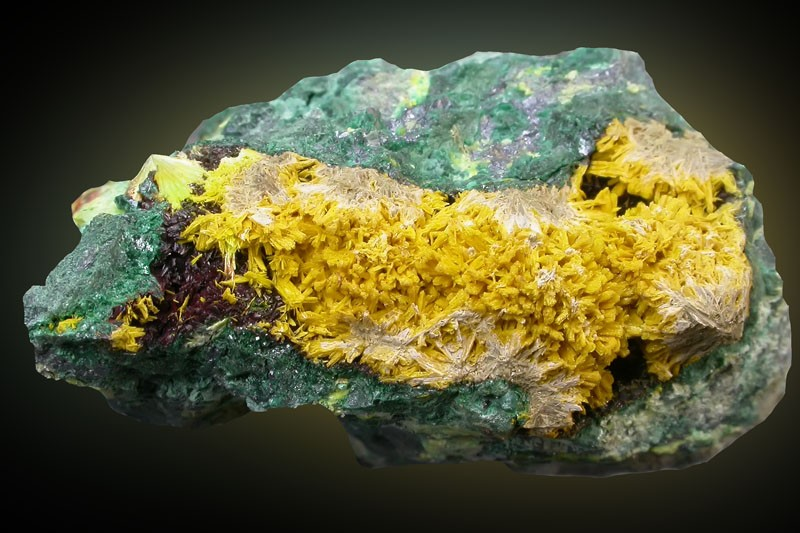
Schoepita

Schoepita, fórmula (UO2)8O2(OH)12·12(H2O) é um produto de alteração raro de uraninita em depósitos de urânio hidrotermal. Também pode se formar diretamente da iantinita. O mineral se apresenta como cristais tabulares ortorrômbicos transparentes a translúcidos, amarelo-limão, amarelo-amarronzado ou âmbar. Embora mais de 20 outras formas de cristais tenham sido observadas; raramente em agregados microcristalinos. Quando exposta ao ar, a converte-se em pouco tempo na forma metaschoepita (UO3 ·nH2O, n < 2 ) dentro de alguns meses após ser exposta ao ar ambiente.
Foi descrita pela primeira vez a partir de espécimes da mina Shinkolobwe, no Congo Belga, em 1923, várias localidades adicionais são conhecidas. Foi nomeada em homenagem a Alfred Schoep (1881–1966), Professor de Mineralogia na Universidade de Ghent, Bélgica.